# Канский хлопчатобумажный комбинат
Ка́нский хлопча́тобума́жный комбина́т — бывшее предприятие текстильной промышленности, расположенное в городе Канске Красноярского края. Первое хлопчатобумажное производство Красноярского края и Восточной Сибири в целом.

## История

### В годы войны
История ХБК началась в декабре 1941 года. Эшелоны с оборудованием эвакуированных предприятий стали прибывать в Канск осенью 1941 года. Именно тогда в город было доставлено оборудование Высоковской прядильно-ткацкой фабрики, Озёрского комбината и Ленинградской фабрики «Красная нить» — всего 179 вагонов. Приехали в Канск и работники Высоковской прядильно-ткацкой фабрики, многие с семьями.
13 февраля 1942 года Канский горисполком утвердил акт выбора площадки под строительство этого комбината. Комиссию возглавили первый директор комбината И. В. Ежов и работник Наркомата текстильной промышленности М. Т. Качурин. Они выбрали площадку на правом берегу реки Кан, поскольку там был более здоровый климат. При этом учитывалось близкое расположение центральной городской электростанции и трассы железной дороги. Первый камень на строительстве местного хлопчатобумажного комбината был заложен 30 мая 1942 года.
Для размещения производства требовалось 130—150 тысяч квадратных метров площадей. При этом половина помещений должна была быть кирпичной, чтобы исключить опасность пожара. Таких возможностей город не имел, и оборудование временно разместили на площадках мелькомбината, ТЭЦ, районного Дома культуры, в ресторанах, клубах электростанции, помещениях заготзерна.
Строительство корпусов для предприятия началось весной 1942 года. Основные работы вел Краслаг — заключённые должны были возвести объект в самые короткие сроки. Первые 89 ткацких станков, установленные в клубах, заработали в апреле 1942 года. В этих приспособленных помещениях производили хлопчатобумажные ткани — диагональ и бязь, которые шли на нужды армии.
Строительство тормозил тотальный дефицит всего. Первые квартальные планы работ выполнялись менее чем наполовину. Из-за этого срывался монтаж оборудования, которого прибыло к концу 1942 года более 300 вагонов. Когда срок пуска фабрики оказался под угрозой, были приняты экстренные меры. 28 июля 1942 года исполком Красноярского крайсовета обязал Канский горсовет до 8 августа мобилизовать на стройку 200 человек из нетрудоспособного населения города. Были созданы 15 комсомольско-молодёжных бригад. Одновременно со строительством корпусов шла подготовка к скорейшему запуску оборудования. Предприятия Красноярска изготавливали недостающие запчасти. Комбайностроительный и паровозоремонтный заводы отгрузили две тысячи метров труб, десятки тонн различного оборудования. В результате монтажные работы закончили к концу 1944 года.

### Послевоенное время
5 ноября 1945 года была сдана в эксплуатацию первая очередь Канского ХБК (прядильная и ткацкая фабрики).
В 1964 году Канский ХБК выработал 82,9 млн метров готовых тканей и на основе кооперации с Красноярским шёлковым комбинатом, поставлявшим ему полуфабрикаты (для отделки), ещё 26,7 млн метров шёлковых тканей. Готовую продукцию комбината составляли бязь, сатин, фланель, диагональ, молескин, мадаполам, бумазея, технические ткани, саржа подкладочная, плюш одёжный и другие изделия. Стоимость произведённой комбинатом продукции в 1964 году превысила 90 млн рублей.
Ткани Канского ХБК были известны не только в Сибири, но и далеко за её пределами. Комбинат выполнял заказы на поставку тканей в Китай, Корею, Вьетнам, а также в Бирму, Финляндию и другие страны. Широкую бязь артикула 244, удостоенную знака качества, поставляли только в капстраны: США, Канаду, Германию, Италию. Стопроцентный хлопок уже в то время ценился на Западе и был очень дорогим.
В начале 1970-х годов численность работников комбината составляла около 13 тысяч человек (для сравнения — население Канска тогда было 95 тысяч). Примерно 80 % продукции предприятие выпускало для Минобороны: плащевое полотно, ткани для спецодежды моряков, чехлов на военную технику, постельного белья, а также перевязочные материалы.

### Закрытие
С началом в стране экономических преобразований Канский ХБК столкнулся с неплатежами за продукцию, поставленную в рамках государственного заказа, а затем лишился госзаказа вообще. В 1993 году из-за отсутствия сырья на комбинате была остановлена фабрика по выпуску гигроскопической ваты, а через год и прядильно-ткацкое производство, которое было полностью демонтировано к 1996 году.
К началу 2000 года на комбинате функционировало только отделочное производство, которое держалось только за счёт отделки тканей, поставляемых родственным предприятием из Новосибирска. В опустевших цехах оставалось менее полутора тысяч работников.
После череды безуспешных попыток спасти комбинат в начале 2000-х предприятие было окончательно обанкрочено.

## Современное состояние
После закрытия предприятия его здания стали сдаваться под торговые площади. В здании заводоуправления находится торговый центр «Порт Артур».